# Ignacio Ellacuría
Ignacio Ellacuría (Portugalete, 9 novembre 1930 – San Salvador, 16 novembre 1989) è stato un gesuita, filosofo, teologo missionario spagnolo.

## Impegno sociale
Ha svolto un importante compito come docente e rettore all'Università Centroamericana "José Simeón Cañas" (UCA), un istituto retto dai Gesuiti di El Salvador e fondato nel 1965.
Ignacio Ellacuría è stato amico e collega degli studiosi Ignacio Martín-Baró e Segundo Montes, che furono assassinati con Ellacuría dall'esercito salvadoregno, insieme ad altri tre colleghi Juan Ramón Moreno, Amando López, e Joaquín López y López, insieme a Elba Ramos e la figlia minore Celinae un'inserviente con sua figlia,dal massacro scampò Jon Sobrino. La sua opera è stata definita dall'UCA nei suoi primi cinque anni di esistenza e negli anni a venire. Ellacuría è stato anche responsabile dello sviluppo del programma di formazione per i preti nella provincia dei Gesuiti in America Centrale.
Egli è entrato nei Gesuiti nel 1947 ed è stato inviato nella repubblica centroamericana di El Salvador nel 1948. Ha vissuto e lavorato lì fino alla sua morte, avvenuta nel 1989, tranne alcuni periodi, in cui ha studiato in Ecuador, Austria e Spagna.
Il lavoro accademico di Ellacuría è stato un importante contributo alla filosofia della liberazione. Questa scuola filosofica ha origine dall'opera di Augusto Salazar Bondy (1925-1974) e Leopoldo Zea (1912-2004). Pone il suo obiettivo sulla liberazione degli oppressi al fine di "raggiungere la pienezza dell'umanità". Ellacuría è stato inoltre grande sostenitore e contributore della teologia della liberazione.
Le implicazioni politiche dell'impegno di Ellacuría alle sue idee trovarono l'opposizione dei religiosi conservatori e delle forze al governo in El Salvador. Quest'opposizione si concretizzò nell'assassinio dei martiri della UCA tra i quali Ellacuría, per mano delle Forze Armate Salvadoregne il 16 novembre 1989. Il loro assassinio segnò un punto di svolta nella guerra civile in El Salvador (vedi Storia di El Salvador). Da un lato, ha accresciuto la pressione della comunità internazionale sul governo locale per firmare gli accordi di pace con le organizzazioni guerrigliere; dall'altro, ha aiutato a far conoscere in tutto il mondo la situazione di profondo degrado sociale denunciato dalle opere di Ellacuría (all'epoca, conosciute solo in America Latina e Spagna).

## Il suo pensiero filosofico
La filosofia di Ellacuría ha il suo punto di partenza dalla critica alla filosofia occidentale di Xavier Zubiri (1898-1983). Per Zubiri, dai tempi di Parmenide, il pensiero in Occidente ha separato la percezione dall'intelligenza (sensing from intelligence). Quest'errore ha portato a due conseguenze: la prima, che Zubiri ha chiamato “la logificazione dell'intelligenza”; la seconda, che è stata definita “l'entificazione della realtà”.
La "logificazione dell'intelligenza" implica che l'intelletto è stato ridotto a "logos" (termine greco per "parola"/"pensiero"). Questa prospettiva ha portato i filosofi a credere che ciò che chiamano "Essere" sia la causa della realtà, e questo, a sua volta, spiega la confusione della metafisica con l'ontologia.
La logificazine dell'intelligenza esclude altre funzioni sensitive dell'intelligenza non così logiche. Sebbene Zubiri riconosce la logica descrittiva e la ragione come importanti componenti dell'intelligenza, egli sottolinea che l'intelligenza non si riduce ad esse. Per Zubiri, l'intelligenza è un'unità con le modalità dell'apprensione sensitiva, del logos e della ragione.
La logificazione dell'intelligenza ha portato alla percezione della realtà come "Essere" in una zona in spazio e tempo (come, per Heidegger, nel Dasein) di identificabili entità con un'essenza, al di fuori del cervello umano). Questo è ciò che Zubiri ha chiamato l'"entificazione della realtà". Questa percezione vede la realtà come una particolare forma di "Essere". Di conseguenza, per Zubiri, l'"Essere" è stato "sostantivato" dalla filosofia occidentale.
Per Zubiri, la realtà è di capitale importanza per l'Essere, il quale non è un soggetto, ma un verbo. L'essere è un particolare aspetto della realtà e non qualcosa che le sta attorno. La metafisica studia la realtà e l'ontologia studia l'essere. Il modo dell'essere umano di accedere alla realtà è l'intelligenza, ma non "logificata", quanto un'"intelligenza senziente", che è essa stessa parte della realtà.

## Opere
Gli scritti di Ignacio Ellacuría sono raccolti nelle seguenti collezioni di volumi:
- Veinte Años de Historia en El Salvador: Escritos Políticos [VA], 3 vol., 2ª edizione, UCA, San Salvador (1993);
- Escritos Universitarios [EU], UCA, San Salvador (1999);
- Filosofía de la Realidad Histórica, UCA, San Salvador (1990);
- Escritos Filosóficos [EF], 3 voll., UCA, San Salvador (1996-2001);
- Escritos Teológicos [ET], 4 voll., UCA, San Salvador (2000-2002);

In particolare, sono da segnalare gli articoli seguenti:
- “Filosofía y Política", (1972), VA, 1, 47-62;
- “Liberación: Misión y Carisma de la Iglesia”, (1973), ET, 2, 553-584;
- “Diez Años Después: ¿Es Posible una Universidad Distinta?”, (1975), EU, 49-92;
- “Hacia una Fundamentación del Método Teológico Latinoamericana”, (1975), ET, 1, 187-218;
- “Filosofía, ¿Para Qué?”, (1976), EF, 3, 115-132;
- “Fundamentación Biológica de la Ética”, (1979), EF, 3, 251-269;
- “Universidad y Política”, (1980), VA, 1, 17-46;
- “El Objeto de la Filosofía”, (1981), VA, 1, 63-92;
- “Función Liberadora de la Filosofía”, (1985), VA, 1, 93-122;
- “La Superación del Reduccionismo Idealista en Zubiri”, (1988), EF, 3, 403-430;
- “El Desafío de las Mayorías Populares”, (1989), EU, 297-306;
- “En Torno al Concepto y a la Idea de Liberación”, (1989), ET, 1, 629-657;
- “Utopía y Profetismo en América Latina”, (1989), ET, 2, 233-294.

In Italia, sono stati pubblicati i seguenti testi:
- Ignacio Ellacuría, Jon Sobrino (curr.), Mysterium Liberationis. I concetti fondamentali della teologia della liberazione, Borla-Cittadella, Roma-Assisi (1992).

Su Ellacuría, tra i testi più interessanti, la raccolta di lettere che Jon Sobrino dedica ogni anno, nell'anniversario della morte, all'amico scomparso:
- J. Sobrino, Scrivo a te fratello martire, EMI, Bologna (2006).

È uscito a settembre 2009: E. Maspoli "Ignacio Ellacuría e i martiri di San Salvador" Paoline, Milano (2009).